# Siêu cúp bóng đá châu Âu 2024
Trận Siêu cúp bóng đá châu Âu 2024 là lần tổ chức thứ 49 của Siêu cúp bóng đá châu Âu, trận đấu bóng đá thường niên do UEFA tổ chức và bao gồm hai đội đương kim vô địch của hai giải đấu cấp câu lạc bộ hàng đầu châu Âu, UEFA Champions League và UEFA Europa League. Trận đấu chứng kiến màn tranh tài giữa Real Madrid của Tây Ban Nha, đội vô địch UEFA Champions League 2023–24 và Atalanta của Ý, đội vô địch UEFA Europa League 2023–24. Trận đấu được diễn ra tại Sân vận động Quốc gia ở Warszawa, Ba Lan vào ngày 14 tháng 8 năm 2024.
Manchester City là đương kim vô địch nhưng họ đã không thể bảo vệ danh hiệu sau khi bị loại ở tứ kết của UEFA Champions League 2023–24 bởi Real Madrid.

## Các đội bóng
| Đội bóng    | Tư cách lọt vào                           | Các lần tham dự trận chung kết trước (in đậm thể hiện năm vô địch) |
| ----------- | ----------------------------------------- | ------------------------------------------------------------------ |
| Real Madrid | Nhà vô địch UEFA Champions League 2023–24 | 8 (1998, 2000, 2002, 2014, 2016, 2017, 2018, 2022)                 |
| Atalanta    | Nhà vô địch UEFA Europa League 2023–24    | Không                                                              |

## Địa điểm tổ chức
Sân vận động Quốc gia ở Warszawa, Ba Lan, được chọn để tổ chức trận đấu tại cuộc họp của Ủy ban điều hành UEFA ở Limassol, Cộng hòa Síp, vào ngày 26 tháng 9 năm 2023. Sân vận động được xây dựng cho giải đấu UEFA Euro 2012 ở Ba Lan và Ukraina và đã từng tổ chức ba trận đấu bảng A, một trận tứ kết và một trận bán kết. Kể từ đó, sân đã từng tổ chức trận chung kết UEFA Europa League 2015 và cũng đồng thời là địa điểm thường xuyên tổ chức các trận đấu trên sân nhà của Đội tuyển bóng đá quốc gia Ba Lan. Bên cạnh đó, sân vận động có sức chứa 58.826 chỗ ngồi theo UEFA.

## Trận đấu

### Chi tiết
| Real Madrid                 | 2–0      | Atalanta |
| --------------------------- | -------- | -------- |
| - Valverde 59' - Mbappe 68' | Chi tiết |          |

| Real Madrid | Atalanta |

| TM               | 1  | Thibaut Courtois    |     |     |
| HV               | 2  | Dani Carvajal (c)   |     | 88' |
| HV               | 3  | Éder Militão        |     |     |
| HV               | 22 | Antonio Rüdiger     |     |     |
| HV               | 23 | Ferland Mendy       |     |     |
| TV               | 8  | Federico Valverde   |     |     |
| TV               | 14 | Aurélien Tchouaméni |     |     |
| TV               | 11 | Rodrygo             |     | 76' |
| TV               | 5  | Jude Bellingham     | 35' | 88' |
| TV               | 7  | Vinícius Júnior     | 42' | 88' |
| TĐ               | 9  | Kylian Mbappé       |     | 83' |
| Dự bị:           |    |                     |     |     |
| TM               | 13 | Andriy Lunin        |     |     |
| TM               | 26 | Fran González       |     |     |
| HV               | 18 | Jesús Vallejo       |     |     |
| HV               | 20 | Fran García         |     |     |
| HV               | 31 | Jacobo Ramón        |     |     |
| TV               | 6  | Eduardo Camavinga   |     |     |
| TV               | 10 | Luka Modrić         |     | 76' |
| TV               | 15 | Arda Güler          |     | 88' |
| TV               | 17 | Lucas Vázquez       |     | 88' |
| TV               | 19 | Dani Ceballos       |     | 88' |
| TV               | 21 | Brahim Díaz         |     | 83' |
| TĐ               | 16 | Endrick             |     |     |
| Huấn luyện viên: |    |                     |     |     |
| Carlo Ancelotti  |    |                     |     |     |

| TM                   | 1  | Juan Musso           |     |     |
| HV                   | 19 | Berat Djimsiti       | 64' |     |
| HV                   | 4  | Isak Hien            |     | 90' |
| HV                   | 23 | Sead Kolašinac       |     | 71' |
| TV                   | 77 | Davide Zappacosta    |     | 62' |
| TV                   | 15 | Marten de Roon (c)   |     |     |
| TV                   | 13 | Éderson              | 9'  |     |
| TV                   | 22 | Matteo Ruggeri       |     |     |
| TV                   | 8  | Mario Pašalić        |     | 90' |
| TĐ                   | 17 | Charles De Ketelaere |     | 62' |
| TĐ                   | 11 | Ademola Lookman      |     |     |
| Dự bị:               |    |                      |     |     |
| TM                   | 29 | Marco Carnesecchi    |     |     |
| TM                   | 31 | Francesco Rossi      |     |     |
| HV                   | 5  | Ben Godfrey          |     | 62' |
| HV                   | 20 | Mitchel Bakker       |     | 71' |
| HV                   | 27 | Marco Palestra       |     | 90' |
| HV                   | 40 | Pietro Comi          |     |     |
| HV                   | 41 | Pietro Tornaghi      |     |     |
| TV                   | 6  | Ibrahim Sulemana     |     |     |
| TV                   | 25 | Federico Cassa       |     |     |
| TV                   | 44 | Alberto Manzoni      |     | 90' |
| TĐ                   | 32 | Mateo Retegui        |     | 62' |
| TĐ                   | 45 | Dominic Vavassori    |     |     |
| Huấn luyện viên:     |    |                      |     |     |
| Gian Piero Gasperini |    |                      |     |     |

| Cầu thủ xuất sắc nhất trận đấu: Jude Bellingham (Real Madrid) Trợ lý trọng tài: Stéphane De Almeida (Thụy Sĩ) Jonas Erni (Thụy Sĩ) Trọng tài thứ tư: Mykola Balakin (Ukraina) Trợ lý trọng tài video: Bastian Dankert (Đức) Trợ lý tổ trợ lý trọng tài video: Fedayi San (Thụy Sĩ) Hỗ trợ tổ trợ lý trọng tài video: Christian Dingert (Đức) | Luật trận đấu - 90 phút - Loạt sút luân lưu nếu vẫn có tỷ số hòa - Có tối đa 12 cầu thủ dự bị - Được phép thay tối đa 5 cầu thủ dự bị, và được phép thay thêm 1 cầu thủ dự bị nữa trong hiệp phụ |